# Heilbronnförbundet

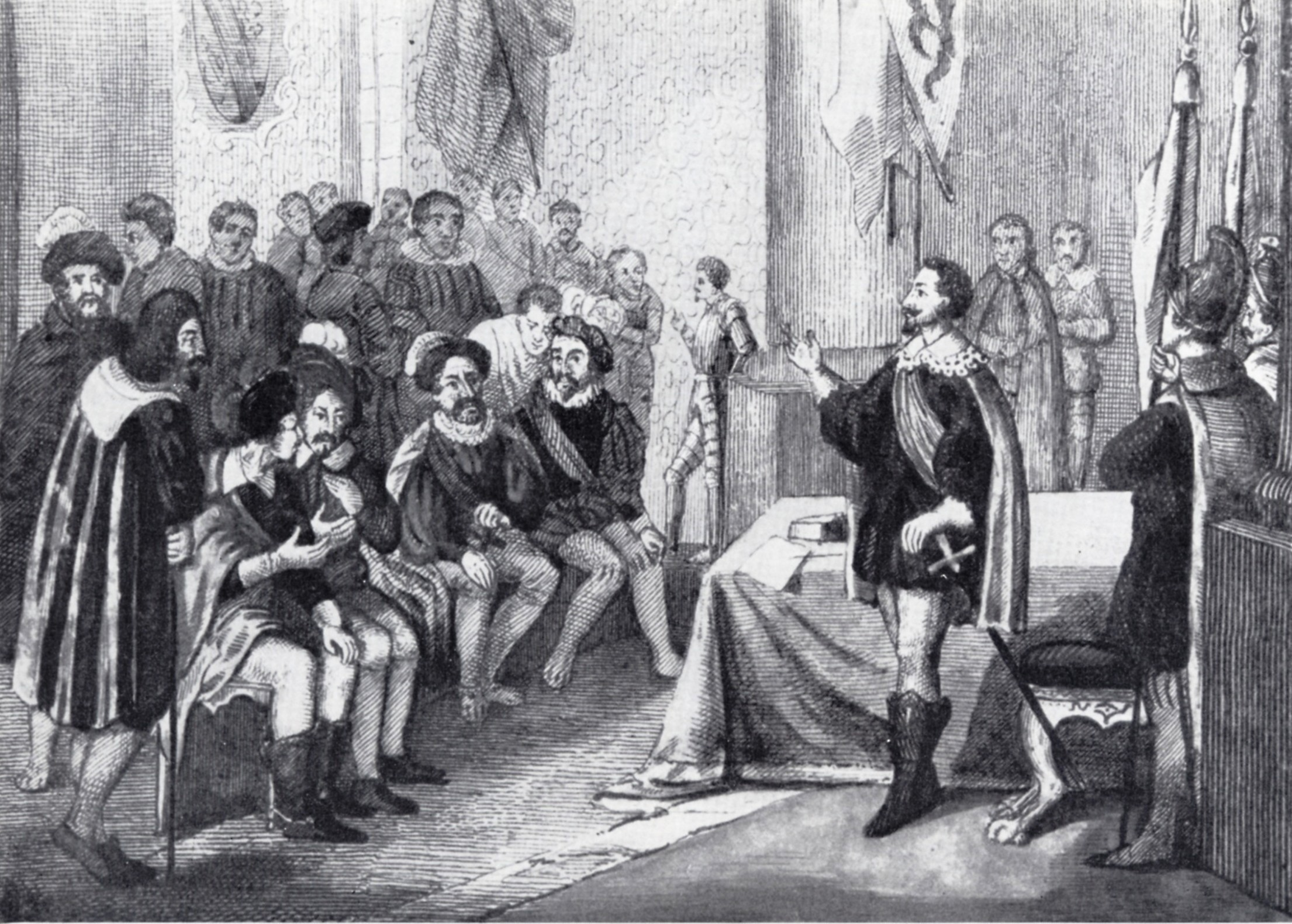
Axel Oxenstierna vid grundandet av Heilbronnförbundet 1633

Heilbronnförbundet var ett förbund mellan Sverige och ett antal sydtyska evangeliska furstar och städer (schwabiska, frankiska, över- och nederrhenska rikskretsarna) under Trettioåriga kriget och slöts i april 1633 i den sydtyska staden Heilbronn. Vid mötet deltog även sändebud från Frankrike, England och Nederländerna. 
Förbundet slöts på initiativ av Axel Oxenstierna och syftet var att återställa den tyska friheten, de evangeliskas ställning, en säker fred och ge gottgörelse åt Sverige. Som ledare (direktor) för förbundet utsågs Axel Oxenstierna, som hade ett råd ("consilium formatum") vid sin sida. De i förbundet ingående parterna skulle bidra med medel och krigsfolk och ingen fick ingå separatfred. De förband sig inte att fortsätta samarbetet efter kriget. De ekonomiska medlen som parterna bidrog med uppgick till 200 000 riksdaler i månaden, medan den verkliga kostnaden uppgick till mellan 800 000 och 900 000 riksdaler. 
Den 13 september fördes i Frankfurt förhandlingar om de kommande fredsvillkoren. Det lyckades inte att förmå de sachsiska kretsarna att fullt ut ansluta sig till förbundet.
Den protestantiska sidans nederlag vid slaget vid Nördlingen i augusti 1634 resulterade i förbundets upplösning. Visserligen ingick Oxenstierna och fyra av parterna den 20 mars 1635 i Worms ett avtal om krigets fortsättning och fredsförhandling, men sedan kurfursten av Sachsen den 20 maj samma år slutit separatfred med kejsaren, följde snart de övriga parterna med, undantaget lantgreven av Hessen. Förbundet upplöstes i och med freden i Prag år 1635.

### Fotnoter
1. ↑  Tyskland var sedan gammalt indelat i ett antal så kallade rikskretsar, som samlade alla stater, ständer och städer i en viss del av riket.